# Bloch: Der Heiland
Der Heiland ist ein deutscher Fernsehfilm von Franziska Meletzky aus dem Jahr 2011. Es ist die neunzehnte Episode der Fernsehreihe Bloch mit Dieter Pfaff in der Titelrolle.

## Handlung
Cornelius, der ehemalige Mentor Blochs, ist verstorben. Er hinterlässt dem jüngeren Kollegen eine Bibliothek und die dazugehörigen Patienten, unter denen sich der Kunsthandwerker Martin Weidner befindet, welcher vor dem Kölner Dom predigt. So richtig ernst wird er dabei von anderen Personen allerdings nicht. Das ändert sich schlagartig, als eines Tages die junge Radfahrerin Sara am Dom reglos umkippt und Weidner mit den Worten von Jesus, die er sprach, um einen Toten zum Leben zu erwecken, die junge Frau wieder ins Leben zurückholen kann. Als sich ein weiteres Mal eine ähnliche Situation zeigt, bekommt Martin den Namen „Der Heiland“ zugeteilt. Seine Tochter Judith steht dem Ganzen skeptisch gegenüber und bittet Bloch, ihrem Vater zu helfen, der nach dem Tod von Judiths Mutter in religiösen Wahn gefallen ist, als Prediger mit Holzkreuz in einer Tornische des Kölner Doms steht und sich für Jesus hält. Bloch nimmt Kontakt zu ihm auf und unterhält sich viel mit dem Mann, von dem er meint, einiges mit ihm gemein zu haben. Auch die Bibelauslegung Weidners beeindruckt ihn. Ebenso ist seine Schilderung des Erweckungszeichens für Bloch gut nachvollziehbar und keinesfalls wirr. Skeptisch wird er allerdings, als er versucht der Wahrheit hinter den Geschichten auf den Grund zu gehen. Dabei erfährt er, dass Weidner sich schon des Öfteren wiederholt und seine Worte nicht immer Sinn ergeben. Er kann auch die junge Radfahrerin ausfindig machen und sie erzählt ihm, dass sie einen Herzfehler hat und mit einem implantierten Defibrillator lebt. Sie würde immer mal solche Ausfälle haben wie neulich. Wenn die Leute an ein Wunder glauben wollen, das sie glücklich macht, wäre das doch kein Problem. Bloch kann dies gut nachvollziehen und möchte Weidners Tochter davon überzeugen, ihren Vater sein Leben leben zu lassen. Schließlich schade er niemanden. Doch sieht Weidner das plötzlich anders, als er seine Tochter versehentlich verletzt. Er zeigt sich selbst an und lässt sich in die Psychiatrie einweisen. Nach ärztlicher Prüfung wird er dort aber schon am nächsten Tag wieder entlassen. Erneut in seinem Glauben und seiner Mission bestärkt meint, er vielleicht auch seine verstorbenen Frau wieder zum Leben erwecken zu können, an deren Freitod er sich schuldig fühlt. Da das nicht funktioniert, stürzt er sich vom Kölner Dom selbst in den Tod.
Blochs Sohn Tommy wendet sich derweil auch verstärkt einer christlichen Jugendgruppe zu, weshalb sich der Psychotherapeut auch mit seinem eigenen Glauben befasst. Um die Praxis seines verstorbenen Freundes zu übernehmen und so dessen Patienten weiter versorgen zu können, überlegt er von Baden-Baden nach Köln zu wechseln.

## Produktion
Der Heiland wurde vom 16. März 2010 bis zum 23. April 2010 in Köln und Umgebung gedreht und am 19. Januar 2011 im Rahmen der ARD-Reihe „FilmMittwoch im Ersten“ um 20:15 Uhr erstausgestrahlt.

## Rezeption

### Einschaltquote
Die Erstausstrahlung von Bloch – Der Heiland am 19. Januar 2011 im Ersten erreichte 4,56 Millionen Zuschauer und damit einen Marktanteil von 13,4 Prozent.

### Kritik
Rainer Tittelbach von Tittelbach.tv schrieb: „Ein bisschen viel Sinnhaftigkeit für 90 Filmminuten. Sorgt die visuelle Symbolik (Blut, Friedenstaube, Heiligenschein) noch für ästhetische Verdichtung, leiden Dramaturgie und vor allem die Dialoge unter einer plakativen Zurschaustellung. Ob der Ausflug in die Psychiatrie oder in die alternative Glaubensgemeinschaft, ob die ‚Auflösung‘ der Wunderheilung oder die familiäre Schuld – alles ist für Blochs Verhältnisse ungemein botschaftsträchtig!“
Die Kritiker der Fernsehzeitschrift TV Spielfilm vergaben dem Film die bestmögliche Wertung, sie zeigten mit dem Daumen nach oben. Sie konstatierten: „Knifflige Philosophie, hochspannend verpackt“.
Nikolaus von Festenberg schrieb für den Spiegel: „Für die Episode ‚Der Heiland‘ braucht der Zuschauer eine gewisse Toleranz. Wer Religion - besonders das Christentum - für Humbug und eine überflüssige Droge hält, der sollte den sanftmütigen, aber unerbittlichen Koloss Bloch auf seinem schnaufenden Trip in die bizarre Landschaft des Glaubens besser nicht begleiten.“ „Vom ersten Blick ins Gesicht des kantigen Schauspielers Habich an weiß der Zuschauer, dass hier einer vor dem Seelenklemptner Bloch steht, an dem sich die Psychologie die Zähne ausbeißen wird. Der Western-Showdown Religion gegen Psyche wird keinen Sieger haben.“
Beim Focus Online wertete Beate Strobel: „Es ist eines der schönsten Kennzeichen des Psycho-Schwergewichts Bloch, dass er immer ein Lernender ist. Einer, der verstehen will, wo andere nur behandeln wollen.“ „Jeder sieht die Zeichen, die er sehen will. Zum Schluss ist Bloch der Bekehrte, der seinen Patienten frei spricht: Was ist schlimm an einem Glauben, wenn er tröstet und glücklicher macht?“ „Einander ebenbürtig sind die Protagonisten dieses Psychodramas: Dem wie immer großartigen Dieter Pfaff als Seelensucher Bloch steht ein nicht minder überzeugender Matthias Habich als Sinn suchender Pseudo-Messias gegenüber.“
prisma.de urteilte: „Ein Psychodrama, das vor allem vom Wechselspiel von ‚Menschenfreund‘ Bloch alias Dieter Pfaff und Matthias Habich als vermeintlicher ‚neuer Heiland‘ lebt. Für Theologie-Freunde wird die angesprochene Thematik - die Beschäftigung und Auseinandersetzung mit dem Glauben - sicherlich spannend sein, doch an die Qualität ihres ersten "Bloch" kann Meletzky nicht anschließen.“